# Saison 2009-2010 du FC Aarau
Chronologie
Saison précédente Saison suivante
Le FC Aarau joue pour la saison 2009-2010 en Axpo Super League, la première division suisse. 
L'équipe connaît plusieurs changements d'entraîneurs : Martin Andermatt quitte le club en avril 2010 et le Bosnien Ranko Jakovljevic assume l'intérim jusqu'en mai avec la venue de Fredy Strasser. 
Le club termine dernier du championnat à l'issue de la saison avec 23 points, et est donc relégué en Challenge League, la deuxième division suisse. Le FC Aarau ne fait guère mieux en Coupe de Suisse avec une élimination dès le deuxième tour.